# Skoky na lyžích na Zimních olympijských hrách 1980
Skoky na lyžích na Zimních olympijských hrách 1980 v Lake Placid zahrnovaly dvě soutěže ve skocích na lyžích. Byly opět také součástí mistrovství světa v klasickém lyžování a kromě olympijských medailí se tedy udělovaly i medaile z mistrovství světa.
Místem konání byl skokanský areál MacKenzie Intervale.

## Přehled medailí
| Pořadí | Země                                 | Zlato | Stříbro | Bronz | Celkově |
| ------ | ------------------------------------ | ----- | ------- | ----- | ------- |
| 1.     | Rakousko (AUT)                       | 1     | 1       | 0     | 2       |
| 2.     | Finsko (FIN)                         | 1     | 0       | 1     | 2       |
| 3.     | Německá demokratická republika (GDR) | 0     | 1       | 0     | 1       |
| 3.     | Japonsko (JPN)                       | 0     | 1       | 0     | 1       |
| Celkem | Celkem                               | 2     | 3       | 1     | 6       |

## Medailisté

### Muži
| Disciplína     | Zlato                         | Výkon | Stříbro                                                                                 | Výkon | Bronz                         | Výkon |
| -------------- | ----------------------------- | ----- | --------------------------------------------------------------------------------------- | ----- | ----------------------------- | ----- |
| střední můstek | Toni Innauer · Rakousko (AUT) | 266,3 | Manfred Deckert · Německá demokratická republika (GDR) · Hirokazu Yagi · Japonsko (JPN) | 249,2 | nebyla udělena                | xxx   |
| velký můstek   | Jouko Törmänen · Finsko (FIN) | 271,0 | Hubert Neuper · Rakousko (AUT)                                                          | 262,4 | Jari Puikkonen · Finsko (FIN) | 248,5 |